# Meroles micropholidotus
Meroles micropholidotus är en ödleart som beskrevs av  Mertens 1938. Meroles micropholidotus ingår i släktet Meroles och familjen lacertider. Inga underarter finns listade i Catalogue of Life.